# يوانيس بوروسيس
يوانيس بوروسيس (باليونانية: Γιάννης Μπουρούσης)‏ مواليد 17 نوفمبر 1983، هو لاعب كرة سلة يوناني يلعب مع فريق ريال مدريد ويحمل الرقم 30. يبلغ طوله 6 قدم 11 بوصة (2.1 م).

## الميداليات
| الميدالية | المسابقة                         |
| --------- | -------------------------------- |
| برونزية   | بطولة أمم أوروبا لكرة السلة 2009 |

## روابط خارجية
- يوانيس بوروسيس على موقع الاتحاد الدولي لكرة السلة (الإنجليزية)
- يوانيس بوروسيس على موقع الدوري الأوروبي لكرة السلة (الإنجليزية)
- يوانيس بوروسيس على موقع الدوري الإسباني لكرة السلة (الإسبانية)
- يوانيس بوروسيس على موقع كرة السلة الأوروبية.كوم (الإنجليزية)
- يوانيس بوروسيس على موقع DraftExpress.com (الإنجليزية)
- يوانيس بوروسيس على موقع ريلجم (الإنجليزية)
- يوانيس بوروسيس على موقع بروبوليرز (الإنجليزية)
- يوانيس بوروسيس على موقع سبورتس رفرنس (الإنجليزية)
- يوانيس بوروسيس على موقع أوليمبيديا (الإنجليزية)